# Рали Йордания
Рали Йордания е състезание, което става кръг от Световния рали шампионат през за сезон 2008, както и първото спортно състезание от този тип в Близкия изток.
Ралито е част от Близкоизточния рали шампионат. То е проведено край Аман - столицата на Йордания, в периода 24-27 април 2008 г.

## Победители
| Година | Пилот          | Конструктор     | Навигатор         | Рали     | Статистика |
| ------ | -------------- | --------------- | ----------------- | -------- | ---------- |
| 2011   | Себастиан Ожие | Ситроен DS3 WRC | Жулиен Инграсиа   | Йордания | Статистика |
| 2010   | Себастиан Льоб | Ситроен С4 WRC  | Давид Елена       | Йордания | Статистика |
| 2009   |                |                 |                   |          |            |
| 2008   | Мико Хирвонен  | Форд Фокус WRC  | Яри-Мати Лехтинен | Йордания | Статистика |